# Bibiana Olama
Bibiana Martina Olama Mangue (ur. 2 grudnia 1982 w Mongomo) – lekkoatletka z Gwinei Równikowej, uczestniczka Letnich Igrzysk Olimpijskich w 2012 roku, reprezentacji której była chorążym. 

## Kariera
Brała udział w igrzyskach olimpijskich w Londynie w biegu na 100 metrów przez płotki. W eliminacjach uzyskała czas 16.18, co dało jej 46. pozycję w klasyfikacji, która nie dała jej awansu do kolejnej fazy zawodów. 